# 鈴木聡一郎 (プロ雀士)
鈴木 聡一郎（すずき そういちろう、1983年11月12日 - ）は競技麻雀のプロ雀士。最高位戦日本プロ麻雀協会所属。千葉県出身。
麻雀観戦記者としての活動で知られ、現在はMリーグ・赤坂ドリブンズの広報を担当している。

## 経歴
15歳の頃、祖母から麻雀のルールを教わり家族麻雀に親しむ。早稲田大学在学中の2004年に最高位戦日本プロ麻雀協会に入会（第29期前期）。2年間プロ雀士として活動するが「プレッシャーのかかる舞台では打ちきれない」としてプロ雀士としての活動を休止。サラリーマンとして働きながら、対局観戦記を専門誌などに投稿する「麻雀観戦記者」としての活動を行う。取材領域は最高位戦に限らず、MONDO TV、麻雀スリアロチャンネル、RMUなど多方面に亘った。
2015年、10年ぶりにプロ雀士としての活動を再開。RTDリーグ発足時にはAbemaTV麻雀チャンネルの公式ライターを務めた。
2018年のMリーグ発足にあたり、配信を担当するAbemaTVが公式観戦記を発表しないことが判り、親交のあった園田賢を通じて赤坂ドリブンズを紹介してもらい、ドリブンズ監督の越山剛の「ただ単に観戦記を書く人っていうのではなく、チームを盛り上げるために一緒に企画を考えたり実行したりできる広報が欲しい」という希望に応じて、広報担当として加入。公式Twitterで選手の思考などをツイートする実況ツイートなどの活動を行い、現在はチームの広報活動の傍ら、園田のYouTubeチャンネル「その研」で対局振り返り配信の助手を務めている。
2024年3月5日､オンライン対戦麻雀『天鳳』にて第24代三麻天鳳位となる。692戦での到達は史上最速記録。
2025年、最高位戦A1リーグ所属(第50期)。

## 人物・挿話
- 公認会計士の資格を持っている[3]。
- プロ雀士としての活動休止時、同じ職場で働いていた櫻井秀樹（当時日本プロ麻雀連盟所属）が持ち込んだ『月刊プロ連ニュース』の観戦記が面白く、一方で最高位戦の観戦記があまり面白くないと感じ、自分ならもう少し速くて面白いものが書けるんじゃないかと感じたのが観戦記の執筆を始めたきっかけだったという[3]。
- 『天鳳』では「つくねん」のハンドルネームで活動している[1]。ドリブンズの広報に就任したときも「ネット麻雀代表の人がMリーグで勝つってすごく夢がある話だと思った」という理由で個人的にはU-NEXT Piratesを応援しており[注釈 1]、故に広報担当としてTwitterを運用していた当初は名前を明かさなかった[6]。
- 2020年に最高位戦日本プロ麻雀協会公式サイトで所属選手のインタビュー企画『FACES』を立ち上げ、初代編集長に就任[7]。2023年に編集長を退いた（後任は第45期前期の成田裕和）[8]。

## 戦績
- 新輝戦2021 準優勝、Mahjong Masters (シドニー) 2016 3位・2017 4位・2019 4位
- ネット麻雀 第1期 丸雀最高位
- 第24代三麻天鳳位

### 注記
1. ↑  U-NEXT Piratesには、初代天鳳位のASAPINこと朝倉康心を始め、歴代の天鳳名人位が指名されていた。